# Feral Hearts
Feral Hearts è il primo singolo estratto dal secondo album della cantante estone Kerli.

## Il video
Il video è stato ideato dalla stessa Kerli durante un anno in cui è stata in Estonia, è stato rilasciato il 25 Febbraio su YouTube.

## Tracce

### Download digitale
1. "Feral Hearts" - 4:38

### The Sacred Forest Sessions
1. "Feral Hearts (The Sacred Forest Sessions)" - 5:03

### EP Remix
1. "Feral Hearts (Melvv Remix)" 5:04
2. "Feral Hearts (Fatum Remix)" 3:59
3. "Feral Hearts (Varien Remix)" 4:31

## Classifiche
| Classifica (2016) | Posizione più alta |
| ----------------- | ------------------ |
| Itunes Estonia    | 1                  |
| Itunes Honduras   | 1                  |
| Brasil Pop        | 46                 |